# Eublemma phaecosma
Eublemma phaecosma là một loài bướm đêm trong họ Erebidae.